# Joseph Palamede de Forbin-Janson

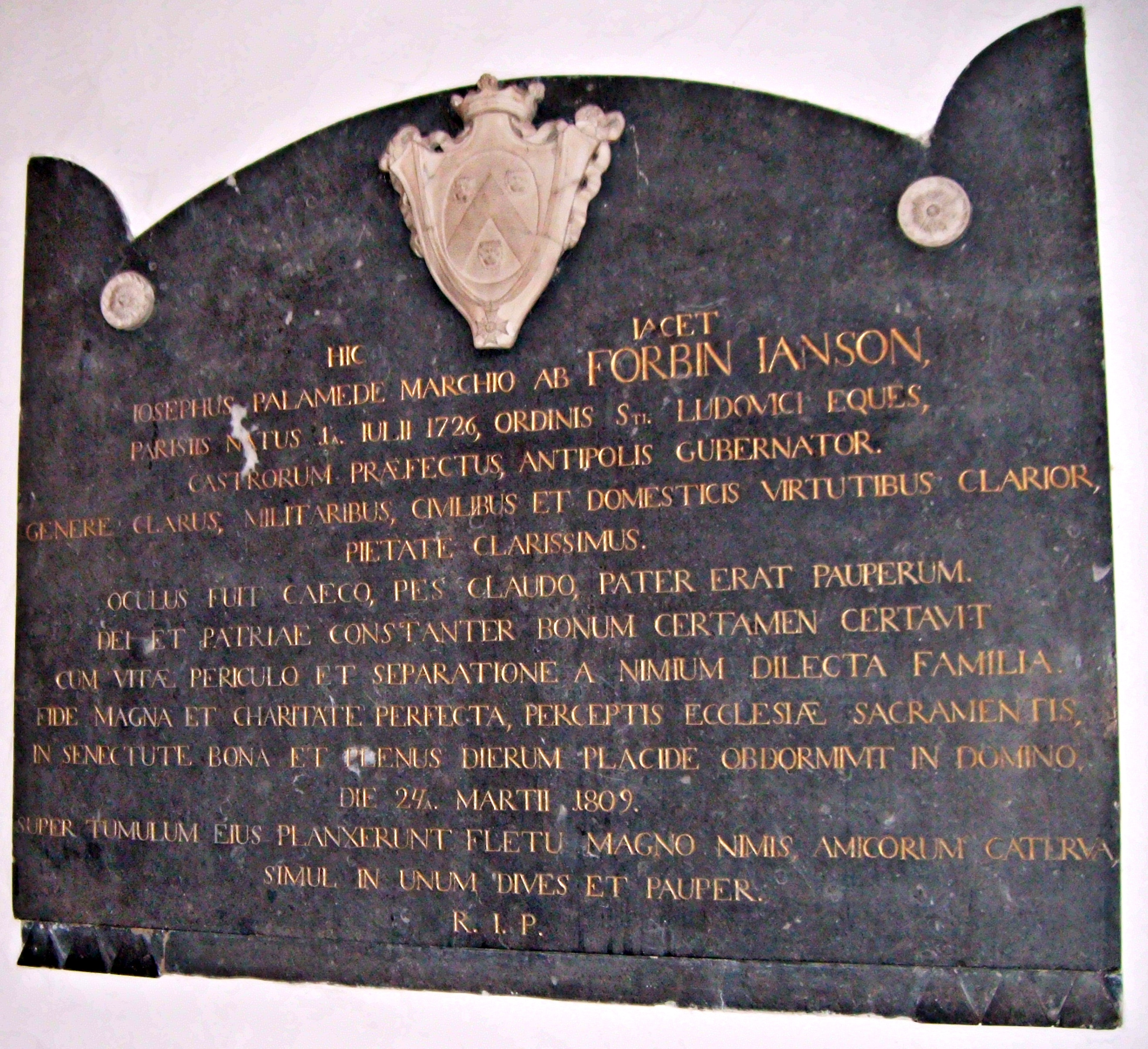
Epitaph des Generals in der Heiliggeistkirche Heidelberg

Joseph Palamede de Forbin-Janson (* 1. Juli 1726 in Paris, Frankreich; † 24. März 1809 in Heidelberg) war ein französischer General, der ab 1790 im deutschen Exil lebte.

## Leben
Er entstammte dem alten südfranzösischen Adelsgeschlecht der Grafen von Forbin, seine Eltern waren der Offizier und spätere Maréchal de camp Michel de Forbin-Janson sowie seine Gattin Françoise Christine geb. de Nicolay.
1746 heiratete er in Paris Madeleine Louise Aubéry de Vatan. Ebenso wie der Vater, schlug Joseph Palamede de Forbin-Janson die Offizierslaufbahn ein. Er wurde Gouverneur und Festungskommandant von Antibes, ein Amt das ebenfalls schon sein Vater vor ihm innegehabt hatte. Im Armeedienst beförderte man ihn am 16. April 1767 zum Brigadier des armes du roi der Kavallerie, am 1. März 1780 zum Maréchal de camp.
Nachdem die Französische Revolution ausgebrochen war emigrierte Joseph Palamede de Forbin-Janson 1790 aus seinem Heimatland und begab sich in die nahe Kurpfalz. Dorthin und auch zu Kurfürst Karl Theodor bestanden schon länger verwandtschaftliche und freundschaftliche Beziehungen, über seinen Vertrauten bzw. Obersthofmeister Karl Anton Hyacinth von Gallean (1737–1778), dessen Mutter eine geborene Gräfin de Forbin-Janson war. Außerdem hatte des Obersthofmeisters Tochter Gabrielle von Gallean (1763–1834) im Jahre 1782 Forbin-Jansons Sohn Michel (1746–1832) geheiratet und damit eine weitere Verwandtschaftsbeziehung geknüpft.
Joseph Palamede de Forbin-Janson siedelte sich in Heidelberg an und kehrte auch unter Kaiser Napoleon nicht in die Heimat zurück. Er wollte dies nicht eher tun, als dort wieder die Bourbonen zur Regierung gelangt seien. In Heidelberg erlebte er den Regierungswechsel von Kurpfalz-Bayern zum Großherzogtum Baden. Der exilierte General starb 1809 und wurde im damals noch katholischen Chor der Heiliggeist-Kirche bestattet, wo man ihm auch ein Marmorepitaph widmete. Dort heißt es, General de Forbin-Janson sei sehr gläubig und wohltätig gewesen; u. a. charakterisiert man ihn hier auch als „das Auge der Blinden, das Bein der Lahmen, ein Vater den Armen“. Laut Inschrift auf dem Epitaph war Forbin-Janson Ritter des französischen Ludwigsordens. Das Ordenskreuz schmückt auch das Wappen auf dem Grabstein.
Taufpate seines Enkels Charles-Theodore Palamede de Forbin Janson (1783–1849) war der Pfälzer Kurfürst Karl-Theodor persönlich. Der Junge wurde später Kammerherr von Kaiser Napoleon. Der andere Enkel Charles-Auguste-Marie-Joseph de Forbin-Janson (1785–1844) wirkte als Bischof von Nancy und Missionar in Nordamerika. Er gründete das „Werk der Heiligen Kindheit“, heute Päpstliches Kindermissionswerk und starb im Ruf der Heiligkeit.

Wappen der Adelsfamilie de Forbin-Janson